# پلستاین (اوهایو)
فلسطین (به انگلیسی: Palestine) نام یک شهرک در ایالت اوهایو در آمریکا است.